# Ketupat
Ketupat – potrawa charakterystyczna dla kuchni indonezyjskiej, przyrządzona z gotowanego ryżu zawiniętego w młode liście kokosa ułożone w kształcie rombu. 

## Tradycja
Ketupat został po raz pierwszy wspomniany przez indonezyjskiego teologa muzułmańskiego o imieniu Sunan Kalijaga z Jawy. Obecnie kultura spożywania ketupatu jest całoroczna, a nie jak dawniej ograniczona tylko do święta Id al-Fitr, kończącego Ramadan. Danie jest zróżnicowane regionalnie.

## Przygotowanie
Potrawa przygotowywana jest na bazie ryżu, który zawija się w koszyczek wykonany z młodych liści kokosa. Ryż gotuje się we wrzącej wodzie przez długi czas, nawet do ponad pięciu godzin. Najczęściej używa się ryż kleisty, który można namoczyć przez około pół godziny w wodzie zawierającej liście pandanusa, celem nadania głębszego smaku. Młode liście kokosa również są czasem moczone w wodzie, aby były elastyczniejsze, co zmniejsza ryzyko rozdarcia podczas tkania koszyczka. W Indonezji ketupat jest zwykle podawany z dodatkami, takimi jak curry z kurczaka, rendang, czy satay.
Podobnym dodatkiem ryżowym jest lontong, który ma jednak kształt owalny lub okrągły.

## Galeria

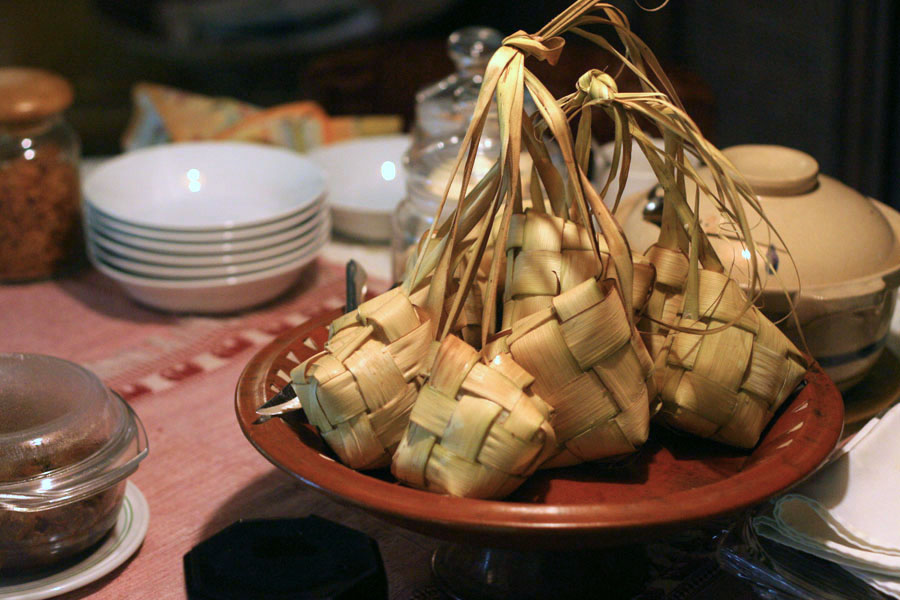
Ketupat do posiłku
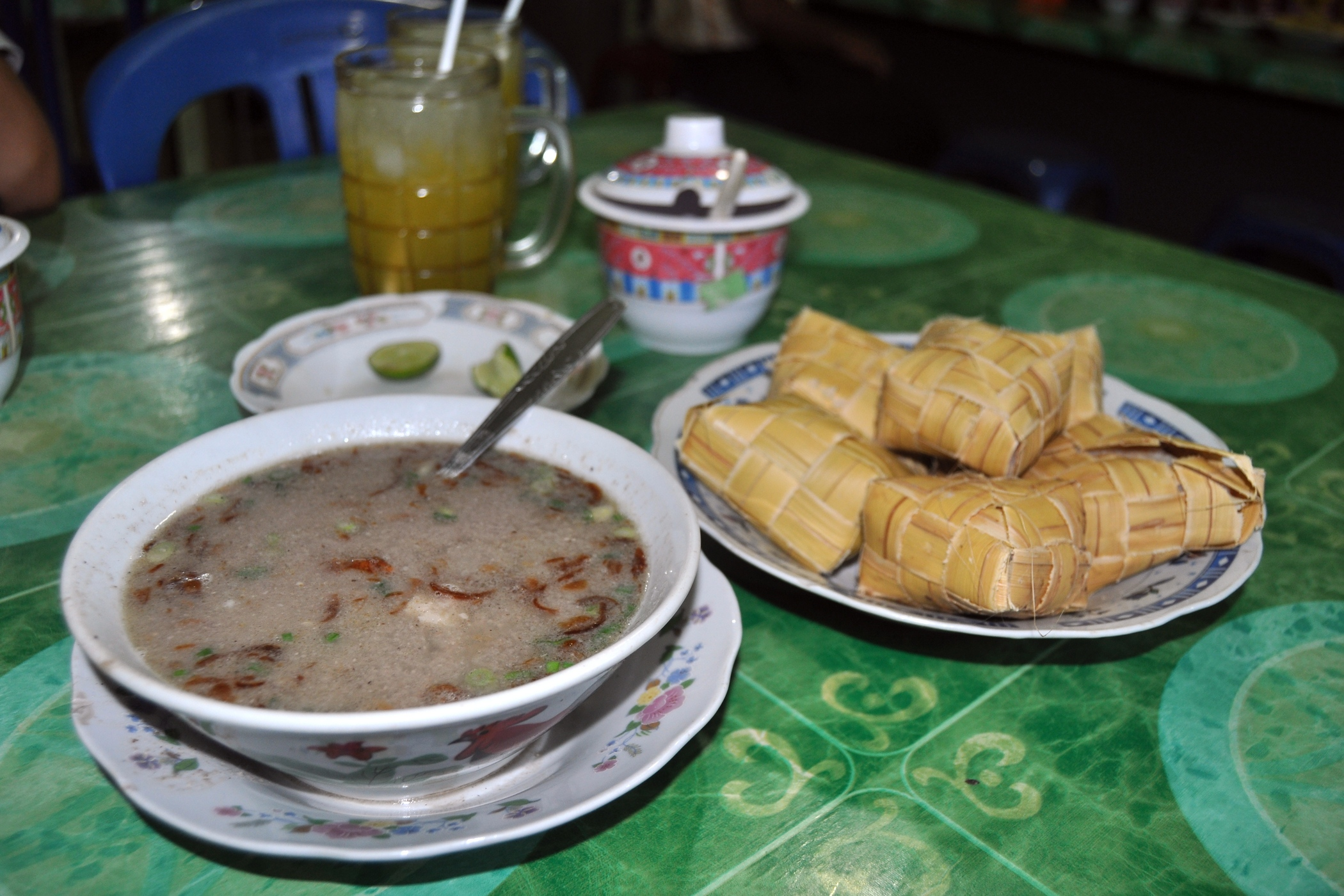
Ketupat z zupą coto makassar
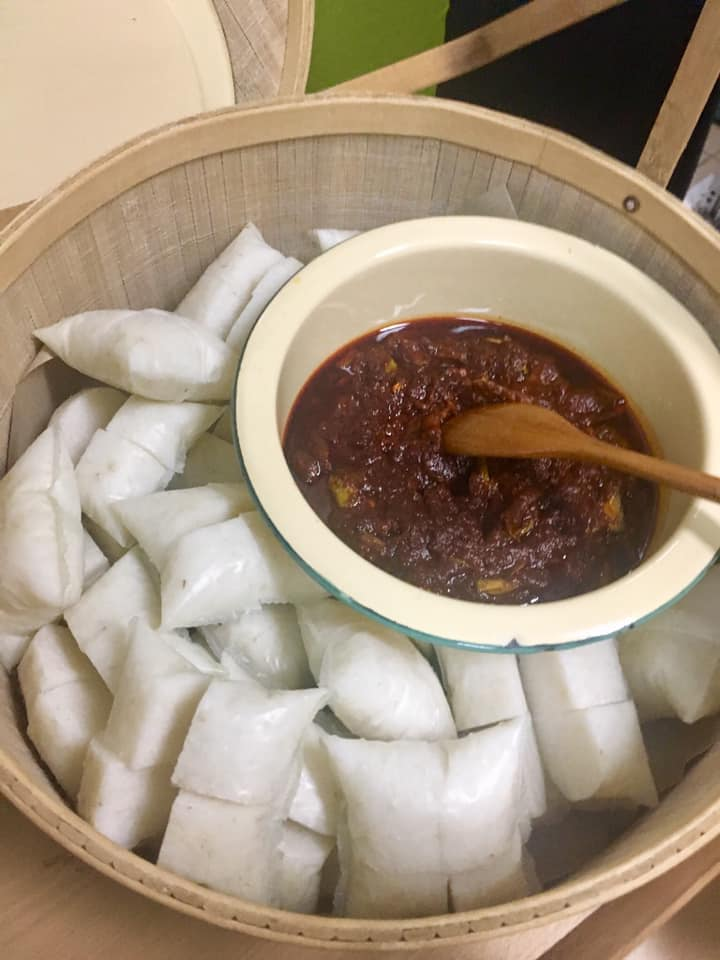
Ryż po odwinięciu